# ポートディスカバリー
ポートディスカバリー (Port Discovery) とは、東京ディズニーシー (TDS) にあるテーマポートの一つである。

## 概要
20世紀初頭の時代の人々が思い浮かべていた、時空を超えた未来のマリーナ。地球最後のフロンティアである海をより深く理解するため、海洋生物研究所ポートディスカバリー支部（ニモ&フレンズ・シーライダー）により研究活動が行われている。ホライズン湾には船舶、潜水艦が停泊しており、水面からは時より水泡が出て潜水艇が海底を航行しているのが確認できる。デッキには海洋生物研究所が保有する航空機の誘導灯があり、海を航行する船舶用の灯台が高台に設置されている。
なお、ニモ&フレンズ・シーライダーがオープンするまでは複雑な気象を解明するために科学者が集まったマリーナ。「ストームライダー」の実験が成功し、研究成果を発表するフェスティバルが行われているという設定であった。
ポートディスカバリーは東京ディズニーランドの「トゥモローランド」と同じく、未来の都市をイメージしているが、トゥモローランドは現実の未来をモチーフにしている「近未来」パターンなのに対してポートディスカバリーは過去の人々が描いた「架空の未来」をモチーフにしている「レトロフューチャー」パターンという点で異なる。同様の美学は、ディズニーランドパークディスカバリーランドや、ディズニーランドの中止されたディスカバリー・ベイ・プロジェクトのコンセプトにも見られる。

### アトラクション
- アクアトピア
- ディズニーシー・エレクトリックレールウェイ
- ニモ&フレンズ・シーライダー

### 終了したアトラクション
- ストームライダー

### ショップ
- スカイウォッチャー・スーヴェニア
  - かつて気象観測に使われていた小さな前哨基地が、その役割を終えた後、土産屋として生まれ変わった。外観がロストリバーデルタ側は綺麗なのに対し、ポートディスカバリー側は汚れている。上部には気象観測で使われていたと思われる機器が設置されている。施設内には"RISERS"、"SUSPENSION LINE"、"PARACHUTE STORAGE"など、パラシュート関連の用語が多く見受けられる。
- ディスカバリーギフト
  - ポートディスカバリー全体の電力を補っている風力発電所（といった設定）である。"CWC POWER DEPT."と書かれた看板がある。風車はダリウス型のような形をしており、パドルのようなものが回っている。ディスカバリーギフトの中央の柱には電力収集用のコイルがあり、時々スパークする様子などが見られる[1]。発電所裏には貯水池がある[2]。
  - 「ニモ＆フレンズ・シーライダー」オープンに伴い、大幅にカラーリングが変更、リニューアルされた。上部にあった風力発電機もなくなっていたが、現在はドリルのような形の風車が設置されている。また、「ニモ&フレンズ・シーライダー」オープン以前は風力発電に関する記載があった[1]が、オープン後ではその説明はなくなっている[3]。

### レストラン
- シーサイドスナック
- ブリーズウェイ・バイツ
- ベイサイド・テイクアウト
- ホライズンベイ・レストラン
  - ヨットクラブを改装してレストランを作ったという設定。海に関連するものが多く飾られており、旗、通風筒、ブイのようなものが多くある。
  - レストラン内にはホライズンベイ・ヨットクラブが主催する「海底グランプリ (UNDERSEA GRAND PRIX) 」の優勝トロフィーが飾られている[4]。優勝トロフィーは通称「シーカップ」。優勝トロフィーの大きな球体は地球をイメージしたものであり、中がなめらかに動いている。また、入口の天井には、前年の海底レースで優勝した潜水艇MOLA 8が展示されている。MOLAとはマンボウの学名。

### サービス施設
救護室
- ポートディスカバリー救護室「ホライズンベイレストラン」横、木戸の中

レストルーム
- 「ディズニーシー・エレクトリックレールウェイ」ポートディスカバリー駅舎1階（ホライズンベイ・レストラン横）
- 「ホライズンベイ・レストラン」店内

公衆電話
- 「ディズニーシー・エレクトリックレールウェイ」ポートディスカバリー駅舎1階（ホライズンベイ・レストラン横）

メールボックス
- 「ディスカバリーギフト」横

## エンターテイメント

### 公演中のエンターテイメント
- タイムトラベラーバンド

### 終了したエンターテイメント
- ウィンドチェイサーズ
- ウェザーホイール
- G.E.T.A.ウェザーマニア
- ディスカバリー・ミュージック・トゥループ
- マッドサイエンティスト・バンド
- ウインド・ワンダラーズ

## 付記
- 基本的にディズニーリゾートでは、園内から外の景色は見えないようになっているが、ポートディスカバリーでは、東京湾を借景として利用しており、堤防を隔ててつながっているように見える（実際には様々な機材やディズニーリゾートラインのレール、道路などがあるため、つながってはいない）。また、ディズニーリゾートラインのレールはここを通るときは高さが低くなっており、園内からディズニーリゾートラインが見えないようになっている。
- ポートディスカバリー側から見るプロメテウス火山は、ポルト・パラディーゾから見るプロメテウス火山と比べ、草木が多く茂っている。これには「気象コントロールセンターが火山活動をコントロールできるようになったため」とする説や、「火山活動がおさまり、長年活動していないため」とする説がある。ただ、後者はポートディスカバリー側から出ている蒸気などのことを考えると矛盾している点が多くある。
- ポートディスカバリーでは、潜水艇による海底レース (UNDERSEA GRAND PRIX) が開催されているという設定がある。ポートディスカバリーの海に停泊している魚型の潜水艇には、この海底レースに出走しようとしているものもある[4]。
- デッキには様々な船舶が停泊している。「ニモ&フレンズ・シーライダー」オープンの際、各船舶に海洋生物研究所のロゴマークがつき、艦番号が一新された。停泊している船舶・名称は以下の通り。
  - マンボウ型潜水艦「サンフィッシュ・サブ」。「ニモ&フレンズ・シーライダー」オープン前はCWCロゴマークと、"LICENSE＆APPROVED"という文が記されていた。
  - 赤・黄のカタマラン。「ニモ&フレンズ・シーライダー」オープン前は誘導灯手前からSRV-2、SRV-3という艦番号が振られていた。このSRVとは"Sailing Research Vessel"の略である。
  - "SEA STAR 1"。上部にプロペラ、スクリューのようなものがついている。
- ホライズン湾にはシーウォール（水門）があり、水位差のため水が漏れ出ているという設定になっている[1]。また、ディズニーシー・トランジットスチーマーラインでは「海の機嫌が悪いときでもこの水門が船や港を守ってくれる」と説明があった。
- ホライズンベイ・レストラン前には潮溜まりがある。一定間隔で波が発生する。
- ヤシの木を模したベンチ・時計台があった。
- スカイウォッチャー・スーヴェニアが半分側だけ汚れているのには様々な説がある。「ストームが半分飲み込んだから汚れている」、「ストームライダーのストームディフューザーの爆風によるもの」、「ロストリバーデルタは淡水、ポートディスカバリーは潮水だから」、「もともと別の場所にあったが飛ばされた影響」といった話があるが、公式からそのような話は無い。
- ポートディスカバリー・ステーションの隣にあるオブジェには、温水が流れている。これは「風力発電の影響で水が温められた」とする説や、「火山活動の影響で地下水が温められた」とする説がある。（2019年2月現在、温水ではなくなっている。）
- 「ニモ&フレンズ・シーライダー」オープンに伴い、エレクトリックレールウェイの高架橋の下にあるバナーが一新された。
- 2016年中旬にポートディスカバリー内にある「ストームライダー」のアトラクション終了が発表された際に、多くの反対の声が挙がった。「ポートディスカバリーと各施設・アトラクションはストーリーで結びついている」といった設定を壊すとして、署名活動などを行うなど声をあげる者も多かったが、それらの設定は非公式で、広報担当者なども否定している物もいくつかあった。